# سانشو غارسيا كونت قشتالة
سانشو غارسيا (المتوفي عام 1017 م) كونت قشتالة وألبة منذ عام 995 وحتى وفاته.

## سيرته
سانشو هو ابن غارسيا فرنانديث كونت قشتالة من زوجته آفا الريباغورثية. تمرّد على والده بدعم من الحاجب المنصور، مما أدى لتقسيم الكونتية بين الوالد وابنه، ولم تتحد مجددًا إلا بعد خمسة أعوام بوفاة والده. تحالف سانشو مع نسيبه غارسيا غوميث وابن خالهما غارسيا سانشيث الثاني ملك نافارا بقيادة سانشو ضد المنصور، وانهزموا في معركة صخرة جربيرة في يوليو 1000، لكنه استطاع إيقاف الزحف القرطبي بعد ذلك بشهرين. شنّ المنصور حملة أخرى بعد ذلك على سانشو في عام 1002 عندما تقاتلا في معركة قلعة النسور. اختلفت الفريقان في تأريخ نتيجة المعركة، إلا أن المنصور توفي نتيجة جراحه في تلك المعركة.
حكم سانشو بعد ذلك 15 عامًا أخرى. وفي عام 1010، دخل كونتية ريباغورثا لينهي تواجد المسلمين بها بعد أن تنازلت عنها عمته الكونتيسة تودا. وبعد وفاته عام 1017، خلفه ابنه غارسيا.

## أسرته
تزوج سانشو من أوراكا غوميث شقيقة الكونت غارسيا غوميث وابنة سيد بني غوميث الكونت غوميث دياث كونت سلدانيا، وابنة عمته مونيادونا فرنانديث القشتالية. وأنجبا:
- مونيادونا مايور كبرى بناتهما وزوجة سانشو الثالث ملك نافارا.
- فردناند الذي توفي 2 مارس 999 م.
- تيغريديا.
- سانشا زوجة برانجيه ريموند الأول كونت برشلونة
- غارسيا الذي خلف أباه.

ومن المحتمل أن يكونا قد أنجبا أيضًا:
- أوراكا زوجة سانشو الخامس ويليام دوق غاسكونية